# برایتنبرون (زاکسونی)
برایتنبرون (به آلمانی: Breitenbrunn/Erzgeb.) یک شهر در آلمان است که در ارتسگبیرگسکرایس واقع شده‌است. برایتنبرون ۴٬۵۲۰ نفر جمعیت دارد.